# Џуваншир
Џаваншир, познат и по средњоперсијском имену Џуваншер (што значи млади лав), био је син Хозроја II и Гордије, сестра Бахрама Чобина. Историчар из 9. века Динавари помиње га како је владао пре сасанидске краљице Боран. То би значило да је успео да избегне покољ своје браће од Кавада II. Ово, међутим, остаје нејасно, а нису пронађени ни новчићи  Џуваншира који сведоче да је владао.